# Pëtr Jan
Pëtr Evgen'evič Jan (in russo  Пётр Евгеньевич Ян?; trasl. angl.: Petr Evgenyevich Yan; Dudinka, 11 febbraio 1993) è un artista marziale misto russo.
Combatte nella categoria dei pesi gallo per la promozione statunitense UFC, dove è stato campione di categoria dal 2020 al 2021 diventando così il terzo lottatore di nazionalità russa nella storia della promozione a vincere un titolo.
In precedenza ha combattuto nella federazione Absolute Championship Berkut, dove è stato campione dei pesi gallo.

## Biografia e carriera pugilistica
Durante il periodo scolastico, Jan iniziò ad allenarsi nell'ITF Taekwon-do e spesso si ritrovò a combattere nelle strade e nella scuola della sua zona, costringendo la sua famiglia a trasferirsi spesso. Il fratello maggiore di Jan si è allenava nella boxe nella città di Dudinka, invogliandolo ad intraprendere tale disciplina.
Da allora in poi, Jan ha continuato ad allenarsi nel pugilato per 8 anni e ha raggiunto il grado di Maestro dello sport nel pugilato nella categoria di peso di 64 kg. Pëtr Jan si è anche laureato presso l'Università Federale Siberiana nella città di Omsk con una laurea in Cultura fisica e Sport.

## Carriera nelle arti marziali miste

### Inizi in Russia
Jan ha debuttato nelle MMA all'Eurasian Fighting Championship - Baikal Fight nel dicembre 2014. Ha vinto per KO al terzo round Murad Bakiev, che era anche un debuttante. Nel 2015, Jan ha firmato un contratto con la promozione russa Absolute Championship Berkut. Si dice che abbia guadagnato molti fan dopo il suo debutto con la promozione in cui ha combattuto il combattente brasiliano Renato Velame, che all'epoca aveva già 26 combattimenti nella sua carriera MMA.
Tuttavia, Jan ha vinto questa lotta per decisione. Nel terzo combattimento di Jan, ha combattuto e battuto Kharon Orzumiev al primo round in soli 47 secondi. Nel suo successivo combattimento, Jan ha eliminato Artur Mirzakhanyan al primo round che si è tenuto alla Professional Fight Night 10: Russia Cup.

### Absolute Championship Berkut
Il 24 ottobre 2015, Jan ha affrontato Murad Kalamov e ha vinto il combattimento per decisione unanime. La vittoria ha offerto a Jan l'opportunità di combattere contro Magomed Magomedov per la cintura del campionato nella divisione pesi gallo.
Jan ha combattuto contro Magomedov il 26 marzo 2016 a Mosca all'ACB 32: "La battaglia dei leoni". Dopo aver superato tutti e cinque i round, Magomedov ha vinto il combattimento per decisione non unanime vincendo così  il titolo nei pesi gallo; tuttavia, molti pensavano che Jan avesse vinto l’incontro, incluso il presidente dell'ACB, Mairbek Khasiev, che aveva promesso una rivincita tra i due. Sebbene Jan abbia perso, questa lotta è stata votata come la migliore lotta dell'anno ACB nel 2016.
Dopo la sua prima sconfitta da professionista, tornò ad affrontare l'artista marziale Misto inglese Ed Arthur all'ACB 41: Path to Triumph, a Soči. Ha vinto il combattimento per decisione unanime.
Nella primavera del 2017, Jan ha avuto la sua rivincita con Magomedov il 15 aprile all'ACB 57: Payback a Mosca. Questa volta, sconfisse Magomedov per decisione unanime dopo aver combattuto tutti e cinque i round, venendo così incoronato campione ACB dei pesi gallo.
Dopo la sua vittoria, Jan è tornato a settembre 2015 per difendere il titolo contro il contendente brasiliano Matheus Mattos all'ACB: 71 a Mosca. Dopo aver vinto i primi due round, Jan ha catturato Mattos con un montante sinistro che lo ha fatto cadere di schiena, facendo sì che l'arbitro fermasse il combattimento. Ha difeso con successo il suo titolo di pesi gallo con un knockout al terzo round.

### Ultimate Fighting Championship
Dopo Querl difeso il suo primo titolo, Jan ha firmato un contratto con l’organizzazione UFC nel gennaio 2018.
Ha fatto il suo debutto nella promozione contro Teruto Ishihara il 23 giugno 2018 all'UFC Fight Night 132. Ha vinto il combattimento per KO tecnico nel primo turno.
Jan è stato programmato per affrontare il quattordicesimo contendente al titolo Douglas Silva de Andrade il 15 settembre 2018 alla UFC Fight Night 136. Tuttavia, Andrade si ritirò dal combattimento il 9 agosto a causa di un infortunio al piede e fu sostituito da Jin Soo Son. Alla prova del peso, Son pesava una libbra oltre il limite venendo multato. Jan ha vinto Comunque il combattimento per decisione unanime. Questa vittoria gli è valsa il premio Fight of the Night.
Il 29 dicembre 2018 è stato riprogrammato un incontro tra Jan e Douglas Silva de Andrade per UFC 232. Ha vinto il combattimento per KO tecnico al secondo round dopo che l'angolo di De Andrade ha interrotto il combattimento.
Il 10 gennaio 2019, Jan ha rivelato sui social media di aver firmato un nuovo contratto di quattro combattimenti con l'UFC. Ha affrontato John Dodson il 23 febbraio 2019 all'UFC Fight Night 145. Jan vinse il combattimento per decisione unanime, dopo aver sferrato pugni e calci duri mentre la schiena di Dodson era contro la gabbia.
Nonostante il suo precedente contratto di pochi mesi, Jan firmò un nuovo contratto di sei combattimenti che gli fu offerto immediatamente dopo la sua vittoria contro Dodson.
Jan ha affrontato Jimmie Rivera l'8 giugno 2019 a UFC 238. Ha vinto il combattimento per decisione unanime.
Il 26 giugno, è stato riferito che Jan ha dovuto subire un intervento chirurgico a causa della sinovite nel suo gomito sinistro.
Jan ha affrontato Urijah Faber il 14 dicembre 2019 a UFC 245. Dopo aver ampiamente dominato gli scambi sorprendenti e aver abbattuto Faber nel secondo turno, Jan alla fine ha vinto il combattimento con KO al terzo turno. Questa vittoria gli è valsa il premio Performance of the Night.
Dopo lo scontro con Faber, Jan ha criticato il campione dei pesi gallo, Henry Cejudo, affermando di essere stato rifiutato da Cejudo per un incontro.
"Penso che sia abbastanza ovvio che mi sta evitando e facendo tutto il possibile per evitare di combattermi. Tutto questo parlare di lui che vuole un nome più grande è una cazzata, vuole solo una lotta più facile per sé stesso ".
Il 12 Luglio affronta Josè Aldo per il titolo dei pesi gallo in seguito al ritiro dell'ex campione Henry Cejudo, Jan vince per TKO alla 5ª ripresa e diventa campione mondiale UFC dei pesi gallo.
Successivamente avrebbe dovuto difendere la cintura da Alijamain Sterling a UFC 256 il 12 dicembre 2020, tuttavia l'incontro fu rimosso dalla card il 22 novembre e rifissato per UFC 259, il 6 marzo 2021. Yan perse la cintura contro il giamaicano per squalifica durante il 4º round in seguito ad una ginocchiata illegale tirata mentre Sterling si trovava con il ginocchio destro a terra.
Yan ha affrontato Sean O'Malley il 22 ottobre 2022 a UFC 280. Ha perso l'incontro per decisione non unanime. La decisione è stata vista come molto controversa, con molti fan e combattenti che hanno espresso categoricamente la loro convinzione che Yan fosse il legittimo vincitore. 25 dei 26 media hanno segnato l'incontro a favore di Yan. L'incontro ha ricevuto il bonus Fight of the Night.
Yan ha affrontato Merab Dvalishvili l'11 marzo 2023 a UFC Fight Night: Yan contro Dvalishvili. Ha perso l’incontro per decisione unanime.

## Risultati nelle arti marziali miste
| Risultato | Record | Avversario               | Metodo                            | Evento                                  | Data              | Round | Tempo | Città                                     | Note                                                              |
| --------- | ------ | ------------------------ | --------------------------------- | --------------------------------------- | ----------------- | ----- | ----- | ----------------------------------------- | ----------------------------------------------------------------- |
| Vittoria  | 19-5   | Marcus McGhee            | Decisione (unanime)               | UFC on ABC: Whittaker vs. de Ridder     | 26 luglio 2025    | 3     | 5:00  | Abu Dhabi, Emirati Arabi Uniti            |                                                                   |
| Vittoria  | 18-5   | Deiveson Figueiredo      | Decisione (unanime)               | UFC Fight Night: Yan vs. Figueiredo     | 23 novembre 2024  | 5     | 5:00  | Macao, Cina                               |                                                                   |
| Vittoria  | 17-5   | Song Yadong              | Decisione (unanime)               | UFC 299                                 | 9 marzo 2024      | 3     | 5:00  | Miami, Stati Uniti                        |                                                                   |
| Sconfitta | 16-5   | Merab Dvalishvili        | Decisione (unanime)               | UFC Fight Night: Yan vs. Dvalishvili    | 12 marzo 2023     | 5     | 5:00  | Las Vegas, Stati Uniti                    |                                                                   |
| Sconfitta | 16-4   | Sean O Malley            | Decisione (non unanime)           | UFC 280: Oliveira vs. Makhachev         | 22 ottobre 2022   | 3     | 5:00  | Abu Dhabi, Emirati Arabi Uniti            | Fight of the Night                                                |
| Sconfitta | 16-3   | Aljamain Sterling        | Decisione (non unanime)           | UFC 273                                 | 9 aprile 2022     | 5     | 5:00  | Jacksonville, Stati Uniti                 | Per il titolo dei pesi gallo UFC                                  |
| Vittoria  | 16-2   | Cory Sandhagen           | Decisione (unanime)               | UFC 267                                 | 30 ottobre 2021   | 5     | 5:00  | Isola Yas, Abu Dhabi, Emirati Arabi Uniti | Vince il titolo dei pesi gallo UFC ad interim. Fight of the Night |
| Sconfitta | 15-2   | Aljamain Sterling        | Squalifica (ginocchiata illegale) | UFC 259                                 | 6 marzo 2021      | 4     | 4:29  | Las Vegas, Stati Uniti                    | Perde il titolo dei pesi gallo UFC                                |
| Vittoria  | 15-1   | José Aldo                | KO tecnico (pugni)                | UFC 251                                 | 12 luglio 2020    | 5     | 3:24  | Isola Yas, Abu Dhabi, Emirati Arabi Uniti | Vince il titolo vacante dei pesi gallo UFC                        |
| Vittoria  | 14–1   | Urijah Faber             | KO (calcio alla testa e pugni)    | UFC 245                                 | 14 dicembre 2019  | 3     | 0:43  | Las Vegas, Stati Uniti                    | Performance of the Night.                                         |
| Vittoria  | 13–1   | Jimmie Rivera            | Decisione (unanime)               | UFC 238                                 | 8 giugno 2019     | 3     | 5:00  | Chicago, Stati Uniti                      |                                                                   |
| Vittoria  | 12–1   | John Dodson              | Decisione (unanime)               | UFC Fight Night: Błachowicz vs. Santos  | 23 febbraio 2019  | 3     | 5:00  | Praga, Repubblica Ceca                    |                                                                   |
| Vittoria  | 11–1   | Douglas Silva de Andrade | KO tecnico (stop dall'angolo)     | UFC 232                                 | 29 dicembre 2018  | 2     | 5:00  | Inglewood, Stati Uniti                    |                                                                   |
| Vittoria  | 10–1   | Jin Soo Son              | Decisione (unanime)               | UFC Fight Night: Hunt vs. Oliynyk       | 15 settembre 2018 | 3     | 5:00  | Mosca, Russia                             | Incontro catchweight (137 libbre), Fight of the Night.            |
| Vittoria  | 9–1    | Teruto Ishihara          | KO (pugno)                        | UFC Fight Night: Cowboy vs. Edwards     | 23 giugno 2018    | 1     | 3:28  | Kallang, Singapore                        | Debutto in UFC                                                    |
| Vittoria  | 8–1    | Matheus Mattos           | KO tecnico (pugni)                | ACB 71: Moscow                          | 23 settembre 2017 | 3     | 2:27  | Mosca, Russia                             | Difende il titolo ACB Bantamweight Championship.                  |
| Vittoria  | 7–1    | Magomed Magomedov        | Decisione (unanime)               | ACB 57: Payback                         | 15 aprile 2017    | 5     | 5:00  | Mosca, Russia                             | Vince il titolo ACB Bantamweight Championship.                    |
| Vittoria  | 6–1    | Ed Arthur                | Decisione (unanime)               | ACB 41: The Path to Triumph             | 15 luglio 2016    | 3     | 5:00  | Soči, Russia                              |                                                                   |
| Sconfitta | 5–1    | Magomed Magomedov        | Decisione (non unanime)           | ACB 32: The Battle of the Lions         | 26 marzo 2016     | 5     | 5:00  | Mosca, Russia                             | Per il titolo vacante ACB Bantamweight Championship.              |
| Vittoria  | 5–0    | Murad Kalamov            | Decisione (unanime)               | ACB 24: Grand Prix 2015 Finals Stage 2  | 24 ottobre 2015   | 3     | 5:00  | Mosca, Russia                             | Vince il titolo ACB Bantamweight Grand Prix.                      |
| Vittoria  | 4–0    | Artur Mirzakhanyan       | KO tecnico (pugni)                | Professional Fight Night 10: Russia Cup | 5 luglio 2015     | 1     | 2:40  | Omsk, Russia                              |                                                                   |
| Vittoria  | 3–0    | Kharon Orzumiev          | sottomissione (guillotine choke)  | ACB 19: Baltic Challenge                | 30 maggio 2015    | 1     | 0:47  | Kaliningrad, Russia                       | Torneo ACB Bantamweight Grand Prix, Semifinale                    |
| Vittoria  | 2–0    | Renato Velame            | Decisione (unanime)               | ACB 14: Grand Prix Berkut 2015 Stage 1  | 28 febbraio 2015  | 3     | 5:00  | Groznyj, Russia                           | Torneo ACB Bantamweight Grand Prix, Quarti di finale              |
| Vittoria  | 1–0    | Murad Bakiev             | KO (pugno)                        | Siberian League: Baikal Cup 2014        | 20 dicembre 2013  | 3     | 0:45  | Irkutsk, Russia                           |                                                                   |